# Église Saint-Jean-Baptiste de Lasson
L'église Saint-Jean-Baptiste est une église catholique située à Lasson, en France.

## Localisation
L'église est située dans le département français de l'Yonne, sur la commune de Lasson.

## Historique
L'édifice est classé au titre des monuments historiques en 1912.